# 봉명2송정동
봉명2.송정동(鳳鳴2松亭洞)은 충청북도 청주시 흥덕구의 행정동으로, 법정동 봉명동 일부와 송정동을 관할하고 있다. 봉명동에는 농수산물도매시장과 청주흥덕경찰서가, 송정동에는 청주공업단지가 조성되어 있다.

## 역사
- 1897년: 충청북도 청주군 서주내면 봉명리, 송정리
- 1914년: 충청북도 청주군 사주면 봉명리, 송정리
- 1963년: 충청북도 청주시 봉명·송정동
- 1991년 8월 23일: 봉명·송정동이 봉명1동과 봉명2·송정동으로 분동.

## 공업 시설
- SK하이닉스
- LG화학
- LG생활건강
- 한국도자기
- 정식품
- SPC삼립
- 일동제약 청주공장

## 교육 시설
- 한국폴리텍대학 청주캠퍼스